# فرودگاه آبی برد ریور
فرودگاه آبی برد ریور (به انگلیسی: Bird River Water Aerodrome) یک فرودگاه همگانی است که یک باند فرود آب دارد. این فرودگاه در کشور کانادا قرار دارد و در ارتفاع ۲۵۵ متری از سطح دریا واقع شده‌است.